# Emmesomyia megaloceros
Emmesomyia megaloceros är en tvåvingeart som beskrevs av Griffiths 1984. Emmesomyia megaloceros ingår i släktet Emmesomyia och familjen blomsterflugor. Inga underarter finns listade i Catalogue of Life.